# Paradela (Penacova)
Paradela is een plaats (freguesia) in de Portugese gemeente Penacova en telt 265 inwoners (2001).